# Jævn cirkelbevægelse
Jævn cirkelbevægelse er en bevægelse med konstant vinkelhastighed i konstant afstand fra et omdrejningspunkt. Jorden udfører med god tilnærmelse en jævn cirkelbevægelse omkring Solen.

## Kinematisk beskrivelse af jævn cirkelbevægelse
Hvis man indlægger et sædvanligt koordinatsystem med origo i centrum af den jævne cirkelbevægelse, er positionsvektoren som funktion af tiden givet ved
{\displaystyle {\vec {r}}(t)={x(t) \choose y(t)}=r{\cos(\omega t) \choose \sin(\omega t)}}
hvor {\displaystyle r} er radius i cirkelbevægelsen, {\displaystyle \omega } er vinkelhastigheden, og {\displaystyle t} er tiden. Det følger heraf at objektet gennemfører et omløb i tiden {\displaystyle \tau }:
{\displaystyle \tau ={\frac {2\pi }{\omega }}}
Hastigheden i den jævne cirkelbevægelse findes ved differentiation mht. tiden:
{\displaystyle {\vec {v}}(t)={v_{x}(t) \choose v_{y}(t)}={\vec {r}}'(t)=\omega r{-\sin(\omega t) \choose \cos(\omega t)}}
Det fremgår heraf, at hastigheden står vinkelret på positionsvektoren, og at farten er givet ved:

| {\displaystyle v=\omega r} | \| \| \| \| \| \| \| \| | (1) |
|                            |                         |     |
|                            |                         |     |
Accelerationen i den jævne cirkelbevægelse findes atter ved differentiation mht. tiden:
{\displaystyle {\vec {a}}(t)={a_{x}(t) \choose a_{y}(t)}={\vec {v}}'(t)={\vec {r}}''(t)=-\omega ^{2}r{\cos(\omega t) \choose \sin(\omega t)}}
Det fremgår heraf, at accelerationen er parallel med positionsvektoren og rettet ind mod centrum af bevægelsen. Der ses endvidere, at accelerationens størrelse er:
{\displaystyle a=\omega ^{2}r}
Jf. ligning 1 er det det samme som:

| {\displaystyle a={\frac {v^{2}}{r}}} | \| \| \| \| \| \| \| \| | (2) |
|                                      |                         |     |
|                                      |                         |     |

## Dynamisk beskrivelse af jævn cirkelbevægelse
Pga. lign. 1 er impulsens størrelse givet ved:
{\displaystyle p=mv=m\omega r}
hvor {\displaystyle m} er massen af det objekt som udfører den jævne cirkelbevægelse.
Af Newtons anden lov og lign. 2 følger, at størrelsen på kraften i den jævne cirkelbevægelse er givet ved
{\displaystyle F=ma=m\omega ^{2}r}
Ligesom accelerationsvektoren ændrer kraftvektoren bestandigt retning. Den peger ind mod centrum og kaldes derfor centripetalkraften.
Kraftmomentet er nul i en jævn cirkelbevægelse. Det følger af, at kraftvektoren er parallel med positionsvektoren. Som konsekvens heraf er impulsmomentet bevaret. Størrelsen på impulsmomentet {\displaystyle L} er konstant og lig med:
{\displaystyle L=rp=m\omega r^{2}}
Den kinetiske energi i en jævn cirkelbevægelse er givet ved:
{\displaystyle E_{\mathrm {kin} }={\frac {mv^{2}}{2}}={\frac {m\omega ^{2}r^{2}}{2}}={\frac {I\omega ^{2}}{2}}={\frac {L^{2}}{2mr^{2}}}={\frac {L^{2}}{2I}}}
hvor {\displaystyle I=mr^{2}} er inertimomentet.